# 叙利亚历史
叙利亚是世界最古老文明发源地之一。7世纪以前，叙利亚是基督教的发祥地和传播中心；伊斯兰教在中东地区的扩张，7世纪到16世纪初叶一直是伊斯兰教传播中心之一；由于土耳其和十字军的东征，到1516年成为奥斯曼帝国的一部分；18世纪法国侵入，法国宣称其为保护地；第一次世界大战以后，由法国委任统治；1944年从维希法国宣布独立，但直到1946年正式独立前一直有外国军队驻扎。
1958 年 2 月 21 日，叙利亚与埃及合并，在两国人民全民公决批准合并后成立了阿拉伯联合共和国，但于1961年脱离了埃及，从而恢复了完全独立。自1963年以来，叙利亚阿拉伯共和国一直由复兴党统治，而自1970年以来，该党一直由阿萨德家族獨裁執政。目前，叙利亚因持续内战而陷入敌对势力的分裂之中。

## 史前
迄今在叙利亚发现的最古老的遗址可以追溯至旧石器时期（公元前约800,000年）。 1993年8月23日，一支日本-叙利亚联合考古队在距离大马士革以北约400公里的Dederiyeh洞穴发现了旧石器时代人类遗骸化石。在这个巨大的洞穴中发现的骨头是一名尼安德特人儿童的骨头，估计大约两岁，生活在中旧石器时代（约20万至4万年前）。虽然已经发现了许多尼安德特人的骨头，但这实际上是第一次发现几乎完整的儿童骨骼及其原始埋葬状态。
考古学家已经证明叙利亚文明是地球上最古老的文明之一。叙利亚是新月沃地的一部分，自公元前10,000年左右以来，它一直是新石器时代文化的中心之一，世界上首次出现了农业和畜牧业。新石器时代以穆雷贝特文化的矩形房屋为代表。在新石器时代早期，人们使用由石头、石膏和生石灰制成的容器。在安纳托利亚发现的黑曜石工具是早期贸易关系的证据。哈穆卡尔和埃马尔这两个城市在新石器时代晚期和青铜时代蓬勃发展。

## 古代近东
靠近叙利亚北部伊德利卜的古代遗址埃勃拉在1975年被发现并且进行挖掘工作。埃勃拉似乎一直是犹太人所说的建立于公元前3000年左右的东方城邦。在其鼎盛时期，即大约公元前2500年至2400年，它可能控制着一个北至安纳托利亚、东至美索不达米亚、南至大马士革的帝国。埃勃拉与美索不达米亚诸国苏美尔、阿卡德和亚述以及西北地区的民族进行贸易。
自公元前三千年，叙利亚陆续被苏美尔人、埃及人、赫梯、亚述和巴比伦人所占据。在公元前15至13世纪，这里是赫梯人，埃及人，亚述和米坦尼之间互相争夺区域，最终中亚述帝国控制了叙利亚。

## 古典时代
公元前539年，波斯帝国最终将叙利亚纳入自己的版图。波斯的统治结束于马其顿希腊亚历山大大帝于公元前333至332年的征服。本地区随后属于塞琉古帝国。帝国的首都位于安提阿。
罗马将军格奈乌斯·庞培于前64年占领安提阿，叙利亚成为罗马一个省。安提阿是罗马帝国继罗马、亚历山大后的第三大城市。它是一个在古代时代重要的贸易和产业城市，在鼎盛时拥有50万人口。
在罗马帝国西部衰落的同时，叙利亚于395年成为东罗马帝国一部分，即拜占庭帝国。

## 中世纪
634至640年间，叙利亚被阿拉伯穆斯林占领。7世纪中，倭马亚王朝的统治者将首都定于大马士革。
868年，原来是突厥奴隶出身的埃及总督艾哈迈德·本·图伦不听倭马亚王朝哈里发号令，割据埃及而独立，并趁叙利亚总督逝世、哈里发派兵讨伐巴士拉赞吉起义之机，出兵兼并了叙利亚，使得叙利亚脱离了阿拉伯帝国版图。904年，卡尔马特派袭击叙利亚，大马士革居民向哈里发穆克泰菲求援。哈里发借机派陆军收复叙利亚，经巴勒斯坦，直趋埃及，同时派舰队从托羅斯山脈向尼罗河三角洲进发。图伦王朝战败灭亡，叙利亚与埃及重归帝国统治。
其后，中亚游牧部族建立的白益王朝和塞尔柱王朝先后入主中东。塞尔柱王朝的大将伊马德丁·赞吉受封为摩苏尔的艾塔伯克（保护人），领有阿勒颇、哈兰、摩苏尔3大城市。从此他以摩苏尔为首府，建立了赞吉王朝并逐渐扩张统治范围。1146年赞吉去世时，他的两个儿子平分了王朝的领地。长子赛福丁·加齐袭用艾塔伯克称号，以摩苏尔为首府，领有美索不达米亚；次子努尔丁·马哈茂德以阿勒颇为首府，领有叙利亚。
1183年，萨拉丁率军攻陷阿勒颇，赞吉王朝在叙利亚的各地领主臣服于阿尤布王朝。1259年，旭烈兀率蒙古西征军对叙利亚发起攻击，并于次年1月24日占领了阿勒颇。阿尤布王朝苏丹纳斯尔得知阿勒颇的失陷后，从首都大马士革外逃至埃及。3月，蒙古将领怯的不花攻占大马士革。阿尤布王朝至此名存实亡，仅统治着哈马一隅。突厥奴隶的马穆鲁克王朝取代了阿尤布王朝，击败并杀死怯的不花，收复了叙利亚失地。

## 鄂圖曼时代
1516年，奥斯曼帝国苏丹塞利姆一世在阿勒颇附近的达比克草原之战中击败马穆鲁克人，征服了叙利亚大部分地区。叙利亚从1516年到1918年一直是奥斯曼帝国的一部分，尽管伊朗萨法维王朝曾两次短暂占领叙利亚，特别是在沙阿·伊斯玛仪一世和沙阿·阿巴斯统治下。奥斯曼帝国的统治对叙利亚人来说并不沉重，因为土耳其人作为穆斯林，尊重阿拉伯语作为《古兰经》的语言，并接受了信仰捍卫者的使命。大马士革成为麦加的主要转运港，因此，由于无数朝圣者经过麦加朝圣，大马士革获得了穆斯林的圣地地位。
奥斯曼土耳其人将叙利亚改组为一个大省或省。省份被细分为几个区或桑贾克。1549年，叙利亚重组为两个省份：大马士革省和新成立的阿勒颇省。1579年，包括拉塔基亚、哈马和霍姆斯在内的的黎波里省成立。1586年，拉卡省在叙利亚东部成立。奥斯曼帝国的政府并没有促进叙利亚社会各阶层之间的和平共处，但每个宗教少数派——什叶派穆斯林、希腊东正教、马龙派、亚美尼亚人和犹太人——都构成了一个米利特。每个社区的宗教领袖都执行所有个人地位法，并履行某些民事职能。
作为坦齐马特改革的一部分，1864年通过的一项奥斯曼帝国法律规定，整个帝国实行标准的省级行政管理，各省成为较小的省，由总督或州长统治，州长仍由苏丹任命，但新的省议会参与管理。奥斯曼帝国统治的最后时期，大叙利亚的领土包括现代叙利亚、黎巴嫩、以色列、约旦、巴勒斯坦以及土耳其和伊拉克的部分地区。

## 近现代
1916年，麦加的埃米尔与谢里夫侯赛因·本·阿里在英国军官托马斯·劳伦斯的帮助下发动了反抗奥斯曼帝国的阿拉伯大起义，叙利亚脱离了奥斯曼帝国的版图。阿拉伯大起义摧毁了奥斯曼帝国对阿拉伯世界的统治，但英国政府和法国政府已在私底下签订了《赛克斯-皮科协定》，叙利亚被纳入法国的势力范围。1918年，侯赛因·伊本·阿里的三儿子费萨尔·伊本·侯赛因攻入叙利亚的大马士革，遭到了视叙利亚为自身势力范围的法国的反对，1920年费萨尔·伊本·侯赛因被法国军队逐出了叙利亚。

### 法国委任统治
1920年，短暂独立的叙利亚王国由哈希姆王朝的费萨尔一世建立，之后他成为了伊拉克王国国王。法国随后占领了本地区。由法国委任统治。1936年，叙利亚与法国协商签订了独立协定。法国同意叙利亚独立，同时法国维持军事和经济控制。
1944年从维希法国宣布独立。直到1946年正式独立前一直有外国军队驻扎。

## 当代
1958年2月1日，叙利亚和埃及合并为阿拉伯联合共和国。1961年9月28日，叙利亚脱离阿联，并重新建立阿拉伯叙利亚共和国。
自1963年起，阿拉伯復興社会党發動軍事政變推翻政府，执政至今。1967年阿以战争叙利亚戈兰高地被以色列占领。1976年以后叙利亚开始驻军黎巴嫩；最近几年以来，叙利亚和以色列关于以色列归还戈兰高地问题举行了多次和平会谈。一直以来，叙利亚被美国和许多西方国家认为是少数几个支持恐怖主义的国家，甚至被冠以“邪恶轴心”。这促成了美国总统乔治·沃克·布什2004年签署法案，叙利亚成为制裁的对象。
2005年4月26日，叙利亚遵照联合国决议，自黎巴嫩撤军，结束29年的直接干预。2007年5月27日，叙利亚就巴沙尔·阿萨德继续第二个为期7年的总统任期问题举行全民公决。结果确认他获得第二个总统任期。

### 敘利亞內戰（2011年—至今）
受到阿拉伯之春的影响，叙利亚反对派于2011年1月26日开始，组织民众和平示威，要求叙利亚政府实行政治改革、恢復公民权利，以及结束自1963年以来实行的国家紧急状态。巴沙尔·阿萨德于2011年1月31日接受《华尔街日报》采访时，表示自己需要作出改变以适应民众不断崛起的政治诉求和经济需要。根据巴沙尔的改革承诺，当局于4月21日废除了紧急状态法；并在8月4日由巴沙尔签署了允许各派别建立合法政党的政党法法令。
2011年3月6日，叙利亚安全部队在德拉逮捕了约15名在墙壁上涂写反政府口号的儿童，据称这些儿童其后遭到了安全部队的折磨。德拉的民众情绪受此刺激，造成了叙利亚国内第一次大规模反对阿拉伯复兴党政府的示威活动的爆发。3月15日，数千名示威者在大马士革、阿勒颇、哈塞克、德拉、代尔祖尔以及哈马街头上集会。次日，有报道称大约3000人被逮捕，数人被杀，但官方并未公布确切的死亡人数。4月18日，又有10万示威者在霍姆斯市广场集会，要求巴沙尔下台，叙利亚政府以军事镇压回应。其后，反政府游行不断持续，加上不明武裝分子多次策动针对政府的袭击，导致超过8000人死亡，包括大量平民与一部分政府军士兵。
针对政府的抗议活动一直持续到2011年7月。政府在一些尤其在北方地区，以采取安全取缔与军事行动回应示威者。德拉、霍姆斯、伊德利卜和哈马等反政府活动的 中心地区不断受到政府军的围攻，当地的水电也被切断，大批当地居民以及投靠反对派的政府军士兵逃亡至土耳其、黎巴嫩以及伊拉克等周边国家。在此情况下，受西方支持的叙利亚国外反对派以及变节的政府军士兵分别组建了叙利亚自由军以及叙利亚全国委员会，同时基地组织也潜入叙利亚，并与反政府武装建立了联系，叙利亚由此正式进入内战。
大体上讲，叙利亚政府主要受到来自俄罗斯和伊朗的军事援助，而叙利亚反对派则受到大部分西方国家、海湾六国（阿聯酋、阿曼、巴林、卡達、科威特和沙烏地阿拉伯）以及由穆斯林兄弟会掌权的逊尼派阿拉伯国家的武器和资金援助。
2011年11月，阿盟开始调停解决叙利亚危机，并派出观察团负责和平解决叙利亚问题，但由于反对派对观察团抱强烈异议并要求将叙利亚问题提交联合国，导致叙利亚安全局势进一步恶化，同时阿盟要求巴沙尔移交权力以组建过渡联合政府的倡议亦被叙政府拒绝，阿盟遂于2012年1月28日中止了驻叙利亚观察团的行动，并于2月初将叙利亚问题提交联合国。
2月16日，联合国大会以137票赞成10票反对通过谴责叙利亚巴沙尔政府对人民实施屠杀的决议案，并根据此决议任命安南为联合国-阿盟叙利亚问题特使，联合国安理会亦于4月21日派出监督团执行监督停火协议。期间在霍姆斯省胡拉镇发生的造成108人死亡的暴力袭击事件引发国际社会的高度关注与谴责，叙利亚政府与反对派互相指责对方为此次暴力袭击的幕后策划者。
7月18日，反对派于大马士革制造一起自杀式爆炸袭击造成叙利亚国防部长拉杰哈与副国防部长阿塞夫·舒卡特身亡，更使叙利亚政府与反对派之间的关系严重恶化。由于其提出的六点和平计划并未被叙利亚政府与反对派武装接受，安南决定于2012年8月31日后，不再担任联合国-阿盟叙利亚问题特使的职务，目前此职务已由阿尔及利亚前外交部长卜拉希米接任。
2013年8月22日，敘利亞首都大馬士革發生沙林毒气攻擊，第一輪砲彈攻擊約在凌晨2時20分至2時40分之間，死亡1300人。政府方與歐美國家均指控對方使用化學武器。
3年來受到內戰影響孩童人數比去年增加逾倍，2014年3月10日聯合國兒童基金會（UNICEF）發表報告，將敘利亞列為全球對孩童最危險的地方之一。
2018年5月29日，阿拉伯叙利亚共和国政府承认阿布哈兹和南奥塞梯独立，决定与苏呼米及茨欣瓦利方面建交。此一决定宣布后，事实上叙利亚外交政策转向亲俄罗斯。

#### 阿萨德政权垮台與後復興黨時代軍閥

目前內戰局勢：
伊斯蘭國

2024年11月27日，叙利亚反对派联盟军事行动司令部在沙姆解放组织的领导下，在叙利亚国民军 (SNA) 中得到土耳其支持的盟友 的支持下，对叙利亚伊德利卜、阿勒颇和哈马省的亲政府叙利亚阿拉伯军 (SAA) 部队发动了攻势。亲政府部队在攻势下迅速崩溃，行动开始两天后叙利亚第二大城市阿勒颇便告占领。与此同时反对派向叙利亚中部推进，经过数天战斗于12月5日夺下重镇哈马。 哈马防线的总崩溃使叙国陷入无政府状态，各路武装纷纷趁政府军大量逃亡之际扩张版图。其中SDF 在幼发拉底河以东的进攻中占领了代尔祖尔；新成立的南方作战室和Al-Jabal旅在南部的进攻中占领了德拉和苏韦达；沙姆解放组织进一步向南推进到霍姆斯。美国支持的叙利亚自由军 (SFA) 还控制了该国东南部的巴尔米拉。至于叙利亚政府军盟友俄罗斯和伊朗眼见局势回天乏力，开启其军事人员从叙国撤离工作。
2024年12月7日，南方阵线部队从南部进入大马士革农村省，距首都大马士革不到10公里。随后，据报道反对派部队已进入首都郊区。南方阵线部队也从东南部向首都移动。至12月8日，反对派占领霍姆斯，切断阿萨德军队与叙利亚西海岸的联系。 据报道，叛军目前已成功进入叙利亚首都大马士革。阿薩德逃往莫斯科。

### 引用
1. 1 2  . Library of Congress. Data as of April 1987  [5 September 2007]. （原始内容存档于2007-03-02）.
2. ↑  顾康，贾小华，叙利亚就总统连任问题举行全民公决 （页面存档备份，存于），新华网
3. ↑  叙利亚全民公决确认巴沙尔获得第二个总统任期 （页面存档备份，存于），新华网
4. ↑  . wsj.com.   [2011-01-31]. （原始内容存档于2011-01-31）.
5. ↑  . wsj.com.   [2011-01-31]. （原始内容存档于2011-01-31）.
6. ↑  .   [2016-05-18]. （原始内容存档于2016-08-07）.
7. ↑  .   [2014-12-03]. （原始内容存档于2016-03-04）.
8. ↑  敘反對派：化學武器襲擊「數百人死亡」 （页面存档备份，存于）, BBC中文網
9. ↑  [ http://tw.news.yahoo.com/un-敘利亞是全球對孩童最危險地方之-233000209.html （页面存档备份，存于）] 中央廣播電台 2014-03-11